# Main Character Syndrome
Main Character Syndrome (ibland på svenska huvudpersonssyndrom) är ett relativt nytt populärkulturellt begrepp som beskriver en självcentrerad attityd där en person ser sig själv som berättelsens huvudperson och alla andra som sido- eller biroller. Begreppet har vuxit fram på sociala medier under 2020-talet och är ingen formell diagnos. I praktiken betecknar det ofta ett mönster där någon framställer sitt liv som om det vore en film eller roman med sig själv i centrum. Journalister noterar att trenden fick spridning via virala videor på plattformar som TikTok – till exempel uppmanade en influerare vid namn Ashley Ward sina följare att ”romantisera” sitt liv genom att tänka på sig själva som huvudpersonen.

En persons tendens att använda sociala nätverk kan få dem att tro att de är en exceptionell person.

## Definition och ursprung
Main Character Syndrome definieras av beteenden där individen ser sig själv som protagonisten i sin egen livsberättelse. Enligt Cleveland Clinic innebär det att man upplever sig själv som den viktigaste personen i rummet och agerar som om en osynlig kamera ständigt är riktad mot en själv. Termen är dock informell och saknar medicinsk förankring (det är alltså inte en formell psykiatrisk diagnos). Fenomenet har fått namn på grund av sin spridning på internet och sociala medier under 2020-talet. Journalistiska texter (t.ex. i The New Yorker) beskriver en viral TikTok-video där en ung kvinna instruerar tittarna att ”börja tänka på er själva som huvudpersonen” som en av utlösarna till trenden. Begreppet anknyter till idén att leva sitt liv enligt ett självskapad manus, något som underströks i dessa tidiga sociala medier-videor.

## Historisk och kulturell kontext
Fenomenet kan sättas in i en vidare kulturhistorisk ram där individer sedan länge tolkar sina liv som personliga berättelser. Filosofiska och mediekritiska texter påpekar att människor alltid har skapat narrativ om sig själva – i form av dagböcker, memoarer och andra självbiografiska berättelser – och att sociala medier bara underlättat denna tendens. Under 2000-talets senare år, särskilt efter covid‑pandemins isoleringstider, märks en kulturströmning där många sociala medie-användare vill framstå som hjältar i sina egna livsberättelser. Populärkulturens innehåll har också bidragit: många moderna filmer och tv‑serier med ungdomar eller unga vuxna följer tydligt hjälteresan (monomyten), där en ensam protagonist måste övervinna utmaningar för att triumfera. Exempelvis har framgångsrika bok- och filmserier som The Hunger Games, Divergent och The Maze Runner hjältar som uppmanar publiken att identifiera sig med en central huvudperson. I digital kultur har detta manifesterat sig i en genre av korta sociala medie-videor (t.ex. på TikTok) där användare ofta filmar sig själva med episk musik, filmerliknande berättarröst eller drönarbilder för att gestalta sig som protagonister. Hashtags som #maincharacter och #maincharacterenergy har miljontals visningar, och miljontals människor konsumera detta innehåll dagligen.

## Psykologiska och psykiatriska perspektiv
Ur psykologiskt och psykiatriskt perspektiv betonas ofta sambandet mellan huvudpersonssyndrom och narcissistiska personlighetsdrag. Narcissistiska drag kännetecknas av en uppblåst självbild, starkt behov av beundran och bristande empati.  En professor i psykologi noterar att narcissister har ”inflated self-opinion, low empathy and a need for admiration”, vilket gör dem benägna att söka uppmärksamhet och stå i centrum.  En viktig skillnad är emellertid att narcissistisk personlighetsstörning är en stabil diagnos som märks i alla livssituationer, medan det folkliga begreppet MCS oftare beskriver ett mer tillfälligt perspektiv vid speciella livsskeden.  MCS kan alltså dyka upp under vissa perioder, exempelvis i tonår eller under livskriser, medan det i en klinisk personlighetstörning skulle vara genomgående.
Många psykologer kopplar också MCS till inre psykiska faktorer som ångest och låg självkänsla. Det kan till exempel handla om att en individ upplever en grundläggande osäkerhet eller känsla av otillräcklighet och kompenserar detta genom att dramatisera sin egen livssituation och söka uppmärksamhet. Experter vid Cleveland Clinic betonar att huvudpersonssyndrom ofta bottnar i sådana osäkerheter – personen sätter upp en ”false front” och framhäver det mest dramatiska eller attraktiva hos sig själv för att få bekräftelse.
Forskning om sociala medier understryker att plattformarna förstärker dessa tendenser. Systematiska litteraturgenomgångar har funnit positiva samband mellan narcissistiska drag och intensivt eller problematiskt bruk av sociala medier. Plattformsdesignen tillåter ständiga uppdateringar och väljsamma självframställningar (foton, videor, filter) som gör det lätt för användare att iscensätta sig själva i önskad roll. En klinisk psykolog menar att huvudpersonssyndrom är ”the inevitable consequence of the natural human desire to be recognized and validated merging with the rapidly evolving technology”, eftersom sociala medier ger omedelbar och omfattande publik.
Kopplingar och yttringar: Många aspekter kan grupperas enligt följande psykologiska faktorer:
- Narcissistiska drag: Överdriven självbild, behov av beundran och låg empati, liknande kärndrag i narcissistisk personlighetsstörning.[1]
- Självkänsla och osäkerhet: Låg självkänsla eller social rädsla kan leda till att individen kompenserar genom att söka att framstå som huvudperson.[1]
- Sociala medier: Plattformarna uppmuntrar självframställning; forskning visar på korrelation mellan narcissism och intensivt socialt medier-användande, och teknikens funktioner (filter, storytelling) gör det enklare att ständigt projicera en idealiserad självbild.[5][7]

Det är dock viktigt att notera att MCS inte nödvändigtvis är destruktivt i alla sammanhang. Vissa terapeuter och artiklar lyfter fram att en självcentrerad berättelse om det egna livet kan stärka självkänslan och göra vardagen meningsfull. Skillnaden är om det hindrar förmågan till empati och genuin interaktion med andra. Enligt psykologer kan MCS vara hälsosamt så länge personen även inser att hen inte är huvudpersonen för allas berättelser, utan kan dela scen med andra. I de fall där MCS blir extremt uttalat varnar experter för att det kan bli skadligt: till exempel kan relationer försämras om huvudpersonen ägnar mer tid åt sig själv än åt att genuint bry sig om vänner och familj.

## Kulturella och medieperspektiv
I sociala medier har main character syndrome utvecklats till ett återkommande tema och meme. Användare postar bilder och videor där de iscensätter sig själva som berättelsens protagonist – ofta med estetiska visuella effekter, berättande röstkommentar eller suggestiv musik. Enligt medieforskare har hashtaggen #maincharacter miljontals visningar på TikTok och hundratusentals inlägg på Instagram, där publiken uppmuntras att se sig själva som hjältar i sina egna minidraman. Denna trend fångas även upp i traditionell media: The New Yorker kallade fenomenet en ”social-media update till Type A-personligheten”  och tidningar och tv-program har rapporterat om hur unga vuxna filmar vardagliga händelser (t.ex. att låsa upp cykeln eller handla mat) som om de vore scener i ett romantiskt drama. Medieexperter noterar att många av dessa “huvudpersonsvideor” är komponerade som små filmklipp där berättaren använder kameravinklar och berättarröst för att förstärka intrycket av att betraktaren följer en huvudperson.
I populärkulturen finns exempel på karaktärer som uppvisar tydliga drag av självcentrering och självömkande huvudrollstänkande – t.ex. flera av de humoristiska eller drama-betonade ungdomsserierna och filmerna där huvudpersonernas egenskaper ofta accentueras för komisk eller dramatisk effekt.  Kulturkritiker framhåller att hela vår samtid präglas av individens berättande: filmer och serier, reklam och influencer formar en bild av samhället där var och en förväntas agera som sin egen hjälte. Filosofen John Fleming varnar i en essä för att denna utveckling kan ”underminera vår förmåga till empati och medkänsla”, eftersom berättelsen blir ensidig när endast huvudpersonens perspektiv räknas. Vissa mediekommentatorer inspirerar å andra sidan till balans: professor Michael Karson vid University of Denver menar att det är naturligt och i måttlig grad hälsosamt att identifiera sig som huvudkaraktären i sitt eget liv, så länge man också inser att man inte är ”huvudperson för hela mänskligheten”.

## Möjliga konsekvenser för individ och samhälle
För individen kan huvudpersonssyndromet ha både positiva och negativa effekter. Å ena sidan kan det ge ökad motivation och känsla av kontroll genom att man medvetet betonar egna styrkor och framsteg. Å andra sidan varnar experter för att beteendet kan bli relationsstörande. Cleveland Clinic beskriver hur en person med MCS ibland kan ta mer plats i sociala sammanhang (t.ex. genom att dokumentera allt med selfies eller hänvisa samtal till sina egna problem) på ett sätt som försummar andra människors behov. Detta kan leda till konflikter och isolering om omgivningen uppfattar att huvudpersonen inte lyssnar eller bryr sig om någon annan. Om MCS kombineras med låg empati och ökad tävlingsinriktning kan det ytterligare minska förmågan att bygga djupa relationer.
På samhällsnivå uttrycker kulturkritiker och forskare oro för att en utbredd huvudpersonskultur kan skada gemenskapen. Fleming (Aeon) menar att när människor alltmer ser sig själva som autonoma huvudpersoner undergräver det idén om ett gemensamt ansvar och samhörighet. En samhällskritisk vinkel är att politik och offentlig debatt drabbas av liknande tendenser: man ser exempel på samhällsledare och mediapersonligheter som framstår mer intresserade av sin egen framgång eller image än av faktiska problem, vilket speglar en allmän narcissistisk attityd i tiden. Det är dock oklart hur starka dessa effekter är, och debatt pågår om huvudpersonssyndromets roll i samhället. Vissa studier påpekar att det alltid funnits individer med självcentrerade personligheter – sociala medier har bara gjort dessa drag mer synliga och snabba att sprida.

## Akademiska diskussioner och kontroverser
Bland forskare och kliniker är Main Character Syndrome ett omdebatterat begrepp. Vissa experter anser att det främst är en mediatrend utan entydig vetenskaplig grund. Psykologen Phil Reed skriver att MCS i dagsläget är ett ”vagt begrepp” som förekommer mer i populärmedia än i akademin. MCS saknar formell status i medicinska diagnosmanualer, och det finns få empiriska studier som direkt undersöker fenomenet. I stället påpekas ofta att många av de beteenden som beskrivs som MCS liknar välkända psykologiska mönster (t.ex. självframställning och narcissism) som redan studerats i andra sammanhang. Diskussioner i litteraturen handlar därför ofta om huruvida det alls är meningsfullt att kalla det ett ”syndrom” eller om det bara är en ny benämning på mänskliga behov av erkännande.
Flera röster betonar nyanserna: Vissa menar att ett moderat ”huvudpersonsperspektiv” kan vara ofarligt eller till och med positivt så länge det balanseras med empati för andra. Andra understryker att vår kultur redan varit fixerad vid individens berättelse länge, och att MCS inte är en isolerad ny trend utan en del av den större utvecklingen av ego-fokuserad kommunikation. Slutligen råder ingen enhetlig uppfattning om allvarlighetsgrad: vissa kritiker varnar för att begreppet MCS kan trivialiseras eller misstolkas, medan förespråkare menar att det öppnar för viktiga samtal om identitet och gemenskap.